# Tamara De Treaux
Tamara De Treaux, także Tamara Detro (ur. 21 października 1959, zm. 28 listopada 1990) – amerykańska aktorka epizodyczna. Wystąpiła w głośnym filmie Stevena Spielberga E.T. w roli tytułowej. Była najniższą aktorką – miała 79 centymetrów wzrostu.